# Haploblepharus pictus
Espèce
Répartition géographique
Statut de conservation UICN

 LC  : Préoccupation mineure
Haploblepharus pictus (Roussette sombre) est un requin de la famille des Scyliorhinidae qui se rencontre dans l'Atlantique sud, des côtes de la Namibie jusqu'à celles de la région du Cap (Afrique du Sud).

## Description
Haploblepharus pictus mesure jusqu'à 57 cm. Il s'agit d'un requin de fond ressemblant à une roussette. Son dos, brun-jaune, est taché de marques sombres.